# Monts Azuma
Les monts Azuma (吾妻山, Azuma-yama) sont un massif montagneux du Japon qui s'étend sur les préfectures de Yamagata et Fukushima, dans la région du Tōhoku.
Cette chaîne de montagnes fait partie des 100 montagnes célèbres du Japon.

## Géographie
Les monts Azuma forment une chaîne de montagnes qui s'étend sur environ 25 km d'est en ouest et 15 km du nord au sud dans le Sud-Est de la préfecture de Yamagata et le Nord-Ouest de la préfecture de Fukushima. Ils sont constitués de stratovolcans et de champs volcaniques monogénétiques.
Ils font partie du parc national de Bandai-Asahi.

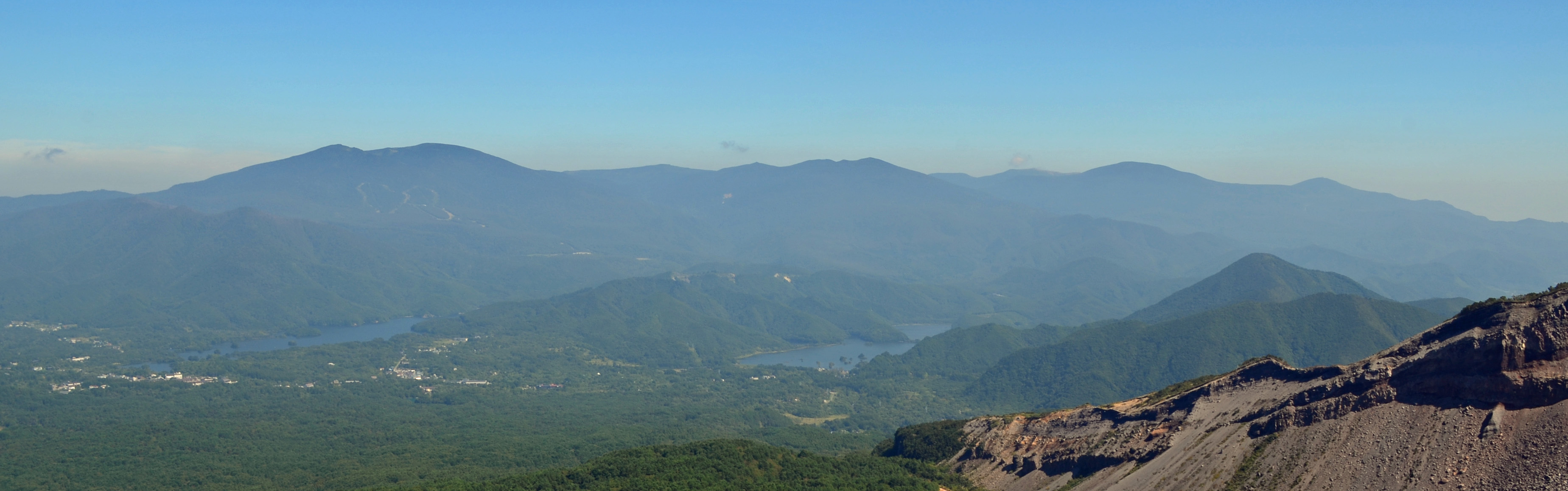
Vue des monts Azuma.

### Sommets principaux
Les monts Azuma se partagent en deux chaînons principaux : les monts Higashiazuma et les monts Nishiazuma.
- Dans les monts Nishiazuma, les principaux sommets sont :
  - mont Nishiazuma (西吾妻山?) : 2 035 m[2] ;
  - Nishidaiten (西大巓?) : 1 982 m[2] ;
  - Higashidaiten (東大巓?) : 1 928 m[2].
- Dans les monts Higashiazuma, les principaux sommets sont :
  - mont Higashiazuma (東吾妻山?) : 1 975 m[2] ;
  - mont Issaikyō (一切経山?) : 1 949 m[2] ;
  - mont Azuma-kofuji (吾妻小富士?) : 1 707 m[2].
- mont Nakaazuma (中吾妻山?) : 1 931 m.
- Nakadaiten (中大巓?) : 1 964 m.

## Histoire éruptive
L'activité volcanique du mont Issaikyō a débuté il y a trente millions d'années.
Entre −280 000 ans et −100 000 ans, une caldeira en forme de fer à cheval d'un diamètre de 2 km s'est formée : Jōdodaira, une zone humide à l'altitude d'environ 1 580 m entre les monts Issaikyō et Azuma-kofuji.
La dernière éruption volcanique des monts Azuma a été observée le 7 décembre 1977. Des fumerolles sont apparues au mois de février sur le mont Issaikyō et, début décembre, des cendres se sont accumulées autour de son cratère.
En 2001, 2004 et 2007, une activité sismique de faible intensité a été enregistrée dans les monts Azuma et des colonnes de gaz d'une hauteur de 400 m ont été observées en novembre 2008.

## Honneur
L'astéroïde (8723) Azumayama est nommé en son honneur.